# Neufmaison (Ardenas)
Neufmaison é uma comuna francesa na região administrativa de Grande Leste, no departamento das Ardenas. Estende-se por uma área de 7,06 km².